# Lev Vygotsky
Lev Semyonovich Vygotsky (tiếng Nga: Лев Семёнович Вы́готский hoặc Выго́тский, tên khai sinh Лев Симхович Выгодский Lev Simkhovich Vygodsky, 17 tháng 11 [lịch cũ: 5 tháng 11] năm 1896 - 11 tháng 6 năm 1934) là một nhà tâm lý học Liên Xô, người sáng lập một lý thuyết về phát triển văn hóa và sinh học-xã hội của con người. Lý thuyết này thường được gọi là tâm lý học văn hóa-lịch sử.
Các tác phẩm chính của Vygotsky liên quan đến tâm lý học phát triển, ông đã đề xuất một lý thuyết về sự phát triển của các chức năng nhận thức cao hơn ở trẻ em, tại đó lý luận nổi bật thông qua các hoạt động thiết thực trong một môi trường xã hội. Trong giai đoạn đầu của sự nghiệp của mình, ông lập luận rằng sự phát triển của lý luận đã được cân đối bởi các dấu hiệu và biểu tượng, và do đó phụ thuộc vào tập quán văn hóa và ngôn ngữ cũng như về quá trình nhận thức phổ quát.

## Công trình nghiên cứu
Công trình của Lev Vygotsky (1934) đã trở thành nền tảng cho nhiều nghiên cứu và lý thuyết về sự phát triển nhận thức (PTNT) trong suốt nhiều thập kỷ qua, đặc biệt được biết đến như Thuyết Phát triển Xã hội (Social Development Theory).
Các lý thuyết của Vygotsky nhấn mạnh vai trò nền tảng của sự tương tác xã hội trong sự PTNT, như ông đã rất tin tưởng rằng cộng đồng đóng vai trò trung tâm trong tiến trình “tạo ra nghĩa”.  
Không như ý tưởng của Piaget cho rằng sự phát triển của trẻ em nhất thiết phải đi trước việc học, Vygotsky cãi lại rằng: “việc học là khía cạnh cần thiết và phổ quát của tiến trình phát triển được tổ chức một cách văn hoá, là chức năng đặc biệt mang tính tâm lý của con người”. Nói cách khác, việc học mang tính xã hội có xu hướng đi trước sự phát triển.    
Vygotsky đã phát triển một cách tiếp cận mang tính văn hoá xã hội đối với sự PTNT. Ông phát triển các lý thuyết của mình vào cùng khoảng thời gian Piaget bắt đầu phát triển những ý tưởng của ông ấy (thập niên 1920 và 1930), nhưng ông chết ở tuổi 38, do đó các lý thuyết của ông không được hoàn chỉnh – mặc dù một số bài viết vẫn được dịch ra từ tiếng Nga.
Không có một nguyên lý đơn nhất nào (như nguyên lý cân bằng của Piaget) có thể giải thích sự phát triển. Sự phát triển cá nhân không thể hiểu nếu không tham chiếu đến hoàn cảnh xã hội văn hoá mà cá nhân nằm trong đó. Các tiến trình tâm trí cao hơn trong cá nhân đều bắt nguồn từ các tiến trình xã hội. 
Lý thuyết Vygotsky khác lý thuyết Piaget ở một số mặt quan trọng:

#### 1 Vygotsky nhấn mạnh nhiều hơn vào tác động của văn hoá đến sự PTNT.
Điều này trái ngược với quan điểm của Piaget về các giai đoạn phổ quát và nội dung của sự phát triển.
Từ đó, Vygotsky cho rằng sự PTNT thay đổi theo các nền văn hoá, trong khi Piaget nói rằng nó phần lớn mang tính phổ quát.

#### 2 Vygotsky nhấn mạnh khá nhiều đến các nhân tố xã hội đóng góp vào sự PTNT
- Vygotsky nói rằng sự PTNT bắt nguồn từ các tương tác xã hội, từ việc học có hướng dẫn bên trong vùng phát triển lân cận (ZPD: zone of proximal development) vì trẻ em và các đối tác của chúng cùng kiến tạo nên kiến thức. Trái lại, Piaget giữ ý kiến rằng sự PTNT phần lớn bắt nguồn từ các thăm dò độc lập qua đó trẻ em kiến tạo kiến thức của chính chúng.
- Theo For Vygotsky, môi trường trong đó trẻ lớn lên sẽ ảnh hưởng cách chúng suy nghĩ thế nào và suy nghĩ cái gì.

#### 3 Vygotsky nhấn mạnh nhiều hơn (và khác biệt) về vai trò của ngôn ngữ trong sự PTNT.
Theo Piaget, ngôn ngữ phụ thuộc vào tư duy (tư duy có trước ngôn ngữ). Theo Vygotsky, tư duy và ngôn ngữ lúc đầu đời là các hệ thống riêng biệt, trộn với nhau vào khoảng 3 tuổi, tạo ra suy nghĩ bằng ngôn từ (thoại nội tâm).
Với Vygotsky, sự PTNT là kết quả của việc chuyển ngôn ngữ vào nội tâm.    

#### 4 Theo Vygotsky, người lớn là nguồn quan trọng của sự PTNT.
Người lớn chuyển giao các công cụ văn hoá cho sự thích nghi về trí tuệ của mình cho trẻ em chuyển vào nội tâm chúng. Trái lại, Piaget nhấn mạnh tầm quan trọng của các bạn đồng đẳng vì sự tương tác của bạn đồng đẳng thúc đẩy sự “nhận thức phối cảnh xã hội” (SPT: social perspective taking – nghĩa là nhận thức được quan điểm của những người khác, không chỉ xoay quanh cái tôi, quy ngã = egocentrism – ND)

##### Hiệu quả của Văn hóa – Công cụ thích nghi trí tuệ
Giống như Piaget, Vygotsky nói rằng trẻ em sinh ra với những vật liệu/ năng lực cơ sở cho sự PTNT – Piaget thì tập chú vào những phản xạ vận động và các năng lực giác cảm (sensory: cảm nhận bằng giác quan, quen dịch là “cảm giác” –ND).
Lev Vygotsky nói đến “các chức năng tâm trí sơ cấp):
- Chú ý
- Giác cảm (Sensation, thường dịch là “Cảm giác” – ND)
- Giác tri (Perception, thường dịch là “Tri giác” – ND)
- Trí nhớ

Cuối cùng, thông qua sự tương tác bên trong môi trường văn hoá xã hội, những năng lực ấy phát triển thành các tiến trình/ chiến lược tâm trí tinh khéo và hiệu quả hơn mà ông gọi là “các chức năng tâm trí cao hơn”.
Công cụ thích nghi trí tuệ của văn hoá xác định kiểu chiến lược ghi nhớ mà chúng ta phát triển. Chẳng hạn, trong văn hoá Âu Mỹ, ta học ghi chép để giúp trí nhớ, nhưng trong các xã hội tiền-văn tự (chưa có chữ viết), có những chiến lược khác như thắt nút dây hay giữ các viên sỏi… để ghi nhớ.
Vygotsky nói đến những công cụ thích nghi trí tuệ – cho phép trẻ sử dụng những chức năng tâm trí căn bản một cách hữu hiệu hơn/ thích nghi hơn, và những cái đó đều được xác định bởi văn hoá (như những thiết bị hay mẹo mực giúp ghi nhớ, các bản đồ tâm trí…)
Vì thế, Vygotsky coi các chức năng nhận thức, ngay cả những chức năng được thực thi riêng một mình nó, đều chịu tác động của các niềm tin, giá trị, và các công cụ thích nghi trí tuệ của nền văn hoá trong đó con người phát triển và do đó được xác định bởi hoàn cảnh văn hoá xã hội. Từ đó, các công cụ thích nghi trí tuệ là khác nhau qua các nền văn hoá.
Các ảnh hưởng của xã hội đối với sự PTNT
Giống như Piaget, Vygotsky tin rằng trẻ có óc tò mò và chủ động trong việc học, việc khám phá và phát triển những sơ đồ hiểu biết mới của chính mình. Tuy nhiên, Vygotsky nhấn mạnh hơn những đóng góp của xã hội vào tiến trình phát triển trong khi Piaget nhấn mạnh sự khám phá do sáng kiến tự cá nhân.
Theo Vygotsky, nhiều việc học quan trọng của trẻ xảy ra thông qua các tương tác xã hội với một người kèm cặp có kỹ năng. Người này có thể làm mẫu về ứng xử và/hoặc dạy dỗ bằng lời. Vygotsky nói đó là đối thoại hợp tác hay cộng tác.  Trẻ tìm cách hiểu các hành động hay lời dạy của người kèm cặp (thường là cha mẹ hay thầy giáo) rồi chuyển thông tin ấy vào nội tâm, sử dụng nó để hướng dẫn hay điều chỉnh sự thực hành của chính mình.
Shaffer (1996) cho ví dụ một bé gái lần đầu được người ta đưa cho món đồ chơi ghép hình. Bé rất khó khăn khi chơi. Cha của bé liền ngồi xuống bên cạnh và mô tả hay cho thấy vài mẹo cơ bản, như tìm tất cả những miếng ở ngoài dìa hay ở góc, và đưa cho bé một cặp miếng để bé ghép với nhau, và khuyến khích bé khi bé tự làm. Khi bé thạo hơn, người cha để cho bé độc lập hơn. Theo Vygotsky, kiểu tương tác xã hội ấy, với sự đối thoại hợp tác hay cộng tác, thúc đẩy sự PTNT.
Để nắm được các lý thuyết Vygotsky về sự PTNT, ta phải hiểu hai nguyên lý chính của công trình Vygotsky: Người Hiểu biết hơn = the More Knowledgeable Other (MKO) và Vùng Phát triển Lân cận =  the Zone of Proximal Development (ZPD).
Người Hiểu biết hơn (MKO)
Là người có hiểu biết hay năng lực cao hơn người học về một công việc, tiến trình hay khái niệm.
Mặc dù MKO hàm  nghĩa một thầy giáo hay người lớn tuổi hơn, song nhiều khi các bạn đồng lứa hay hơn một vài tuổi của đứa trẻ có thể là những cá nhân có nhiều kiến thức hay kinh nghiệm hơn.  
Một số công ty giờ đây cũng sử dụng các hệ thống trợ giúp bằng trình diễn điện tử để giúp các nhân viên của mình trong tiến trình học việc.
Các công cụ kèm cặp điện tử cũng được sử dụng trong các thiết chế giáo dục để hướng dẫn học viên.
Vùng Phát triển Lân cận (ZPD)
Khái niệm MKO hoàn toàn liên quan đến nguyên lý quan trọng thứ hai của Vygotsky, Vùng Phát triển Lân cận (ZPD).
Đây là một khái niệm quan trọng nói về sự khác biệt giữa điều mà đứa trẻ có thể đạt được một cách độc lập và điều trẻ có thể đạt được với sự hướng dẫn và khuyến khích của một đối tác có kỹ năng.   
Vygotsky coi ZPD là địa hạt dạy dỗ hay hướng dẫn dễ cảm nhận nhất mà ta nên có – nó cho phép trẻ phát triển các kỹ năng, sau đó tự mình sử dụng để phát triển những chức năng tâm trí cao hơn. 
Vygotsky cũng nhìn sự tương tác với các bạn đồng đẳng như phương cách hiệu quả để phát triển kỹ năng và chiến lược. Ông gợi ý thầy giáo sử dụng các bài tập học tập tập thể (hợp tác) dành cho những trẻ yếu kém hơn, với sự trợ giúp của các bạn đồng lứa có năng lực tốt hơn.
Vygotsky và ngôn ngữ
Vygotsky tin rằng ngôn ngữ phát triển qua các tương tác xã hội, vì mục đích giao tiếp, truyền thông.
Theo Vygotsky, ngôn ngữ đóng hai vai trò trong sự PTNT:
1. Nó là phương tiện chính để người lớn chuyển giao thông tin cho trẻ em
2. Bản thân ngôn ngữ trở thành một công cụ rất mạnh cho sự thích nghi trí tuệ.

Vygotsky phân biệt ba hình thức ngôn ngữ: diễn ngôn xã hội là truyền thông hướng ngoại dùng để trò chuyện với người khác (điển hình là từ 2 tuổi); diễn ngôn riêng tư (điển hình là từ 3 tuổi) trực tiếp với cái bản ngã và dùng như một chức năng trí tuệ; và cuối cùng, diễn ngôn riêng tư đi xuống tầng ngầm, dường như không nghe thấy khi nó thực hiện chức năng tự điều chỉnh và biến thành diễn ngôn nội tâm thầm lặng (điển hình từ 7 tuổi).   
Với Vygotsky, tư duy và ngôn ngữ thoạt tiên lúc đầu đời là các hệ thống tách biệt, trộn vào nhau vào khoảng 3 tuổi. Ở điểm này diễn ngôn và tư tưởng trở nên liên lập: tư tưởng trở thành ngôn ngữ, diễn ngôn trở thành biểu trưng. Khi điều này xảy ra, những độc thoại của trẻ được chuyển vào nội tâm để trở thành diễn ngôn bên trong. Việc chuyển ngôn ngữ vào nội tâm là quan trọng vì nó dẫn dắt sự PTNT.
“Diễn ngôn nội tâm không phải là khía cạnh bên trong của diễn ngôn bên ngoài – nó là một chức năng tự thân. Nó vẫn là diễn ngôn, tức là tư tưởng liên kết với từ ngữ. Nhưng trong khi, ở diễn ngôn bên ngoài, tư tưởng được hiện thân trong từ ngữ, thì ở diễn ngôn bên trong, các từ ngữ nội tâm chết đi khi sản sinh ra tư tưởng. Diễn ngôn nội tâm nói rộng ra là sự suy nghĩ trong các nghĩa thuần tuý”. 
Vygotsky là nhà TLH đầu tiên ghi nhận tầm quan trọng của diễn ngôn riêng tư. Ông coi diễn ngôn riêng tư là điểm trung chuyển giữa diễn ngôn xã hội và diễn ngôn nội tâm, thời điểm phát triển khi ngôn ngữ và tư duy hợp nhất để làm nên sự suy nghĩ bằng ngôn từ.
Do đó, theo Vygotsky, diễn ngôn riêng tư là biểu thị sớm nhất của diễn ngôn nội tâm. Thật vậy, diễn ngôn riêng tư tương tự (về hình thức và chức năng) với diễn ngôn nội tâm hơn là với diễn ngôn xã hội.
Diễn ngôn riêng tư “được định nghĩa một cách điển hình, trái ngược với diễn ngôn xã hội, là diễn ngôn nói với bản thể (chứ không nói với người khác) nhằm mục đích tự điều chỉnh (hơn là truyền thông)”.
(Diaz, 1992, p.62)
Không giống như diễn ngôn nội tâm vốn bị che giấu, diễn ngôn riêng tư là công khai. Trái với ý của Piaget nói rằng diễn ngôn riêng tư thể hiện một ngõ cụt về phát triển, Vygotsky coi nó là:
“Một cuộc cách mạng trong sự phát triển được kích phát khi tư duy tiền ngôn ngữ và ngôn ngữ tiền trí tuệ gặp nhau để tạo ra những hình thức mới nền tảng của sự vận hành tâm trí”.
(Fernyhough & Fradley, 2005: p. 1).
Ngoài sự không đồng ý về ý nghĩa chức năng của diễn ngôn riêng tư, Vygotsky và Piaget còn đưa ra những quan điểm đối lập về con đường phát triển của diễn ngôn riêng tư và các hoàn cảnh môi trường trong đó nó thường diễn ra.
Tiên đoán lý thuyết:
1. Ý nghĩa phát triển của diễn ngôn riêng tư: -Piaget: Thể hiện sự vô năng trong việc nhận biết cái nhìn của người khác và do đó không đi vào được sự giao tiếp (truyền thông) tương hỗ chân chính. – Vygotsky: Thể hiện tư duy chuyển ra bên ngoài; chức năng của nó là truyền thông với cái bản thể nhắm mục đích tự hướng dẫn và tự chỉ huy.
2. Con đường phát triển: – Piaget: suy giảm đều đều theo tuổi – Vygotsky: hình cong, gia tăng ở tuổi nhỏ nhưng dần dà suy giảm khi mất đi tính nghe được và trở thành tư duy nội tâm.
3. Quan hệ với diễn ngôn xã hội: – Piaget: Tiêu cực: cuối cùng được thay thế bằng diễn ngôn xã hội -Vygotsky: Tích cực ở tuổi nhỏ
4. Ảnh hưởng của hoàn cảnh xã hội: Khó khăn trong nhiệm vụ: – Piaget: không có ý kiến. – Vygotsky: Gia tăng với khó khăn trong nhiệm vụ; cố gắng nhiều hơn để đạt được một giải pháp cần phải có hành động điều chỉnh vai trò của diễn ngôn riêng tư.

Thông qua diễn ngôn riêng tư, trẻ bắt đầu cộng tác với bản thân theo cùng cách mà người khác hiểu biết hơn (như những người lớn) hợp tác với trẻ trong việc đạt tới một chức năng đã định.
Vygotsky coi “diễn ngôn riêng tư” là cung cách trẻ em hoạch định những hoạt động và chiến lược và do đó giúp cho chúng phát triển. Diễn ngôn riêng tư là việc sử dụng ngôn ngữ để tự điều chỉnh hành vi. Do đó, ngôn ngữ là một nhân tố tăng tốc cho sự suy nghĩ/hiểu (Jerome Bruner cũng có quan điểm như thế). Vygotsky tin rằng trẻ em đi nhiều vào diễn ngôn riêng tư thì có năng lực xã hội tốt hơn trẻ không sử dụng nó nhiều.
Vygotsky ghi chú rằng diễn ngôn riêng tư không chỉ đi kèm hoạt động của trẻ mà còn như một công cụ sử dụng bởi đứa trẻ đang phát triển nhằm tạo thuận lợi cho các tiến trình nhận thức, tăng thêm óc tưởng tượng, sự suy nghĩ và nhận biết có ý thức.
Trẻ em thường dùng diễn ngôn riêng tư nhiều nhất trong những công việc khó khăn trung gian, vì chúng đang toan tính tự điều chỉnh bằng cách hoạch định và tổ chức các ý nghĩ của mình bằng ngôn ngữ  
(Winsler et al., 2007).
Tần suất và nội dung của diễn ngôn riêng tư vậy là tương liên với hành vi hay việc thực thi. Chẳng hạn, diễn ngôn riêng tư tỏ ra liên quan về chức năng với sự thực thi nhận thức: nó xuất hiện vào những lúc có khó khăn trong công việc. Chẳng hạn, những công việc liên quan đến việc thực thi chức năng (Fernyhough & Fradley, 2005), giải quyết vấn đề (Behrend et al., 1992), bài tập với hai ngôn ngữ (Berk & Landau, 1993), và môn toán (Ostad & Sorensen, 2007).
Berk (1986) cho ta ví dụ rút ra từ kinh nghiệm về ý niệm diễn ngôn riêng tư. Bà thấy rằng phần lớn diễn ngôn riêng tư của trẻ dùng để mô tả hay hướng dẫn hành động của chúng.
Berk cũng khám phá ra rằng trẻ thường đi vào diễn ngôn riêng tư nhiều hơn khi làm việc một mình với những công việc có sự thách thức và khi thầy giáo không có mặt để giúp đỡ được liền. Hơn nữa, Berk cũng thấy rằng diễn ngôn riêng tư phát triển tương tự ở mọi đứa trẻ bất kể bối cảnh văn hoá của chúng. 
Vygotsky đề xướng rằng diễn ngôn riêng tư là một sản phẩm của môi trường xã hội. Giả thuyết ấy được nâng đỡ bởi sự thực là có tồn tại những mối tương liên rất tích cực giữa sự tương tác xã hội với diễn ngôn riêng tư ở trẻ em.
Trẻ được nuôi dưỡng trong các môi trường khuyến khích về mặt nhận thức và ngôn ngữ (những tình huống thường thấy nhiều hơn ở các gia đình có điều kiện xã hội kinh tế) bắt đầu sử dụng và chuyển vào nội tâm diễn ngôn riêng tư nhanh hơn. Thực vậy, trẻ được nuôi dưỡng trong những môi trường có ít sự trao đổi về ngôn ngữ và xã hội thể hiện sự chậm trễ trong việc phát triển diễn ngôn riêng tư.
Việc sử dụng diễn ngôn riêng tư giảm đi khi trẻ lớn hơn một chút và đi theo hướng vòng cung. Đó là bởi những thay đổi về sự phát triển cá thể (ontogenetic) khi trẻ có năng lực chuyển ngôn ngữ vào nội tâm (thông qua diễn ngôn nội tâm) nhắm tự điều chỉnh hành vi của mình.  
Chẳng hạn, nghiên cứu cho thấy diễn ngôn riêng tư của trẻ thường lên đỉnh điểm lúc 3-4 tuổi, giảm bớt lúc 6-7 tuổi và dần dà mờ nhạt cho đến khi phần lớn chuyển vào nội tâm vào tuổi lên 10 (Diaz, 1992).
Vygotsky đề xướng rằng diễn ngôn riêng tư giảm đi và biến mất với tuổi tác, không vì nó trở nên xã hội hoá như Piaget gợi ý, mà bởi nó đi xuống tầng ngầm để tạo nên diễn ngôn nội tâm hay tư duy ngôn ngữ (Frauenglass & Diaz, 1985).

## Tác phẩm
- Consciousness as a problem in the Psychology of Behavior, essay, 1925
- Educational Psychology, 1926
- Historical meaning of the crisis in Psychology, 1927
- The Problem of the Cultural Development of the Child, essay 1929
- The Fundamental Problems of Defectology, article 1929
- The Socialist alteration of Man, 1930
- Ape, Primitive Man, and Child: Essays in the History of Behaviour, A. R. Luria and L. S. Vygotsky., 1930
- Paedology of the Adolescent, 1931
- Play and its role in the Mental development of the Child, essay 1933
- Thinking and Speech, 1934
- Tool and symbol in child development, 1934
- Mind in Society: The Development of Higher Psychological Processes, 1978
- Thought and Language, 1986
- The Collected Works of L. S. Vygotsky, 1987 overview